# Семеновичи (дворянский род)
Семеновичи (пол. Siemianowicz) — дворянский род.
Потомство Иосифа Семеновича, сотника Стольненского (1723—1726).

## Описание герба
В красном поле белая хоругвь, увенчанная золотым кавалерским крестом.
Щит увенчан дворянскими шлемом и короной. Нашлемник: пять страусовых перьев. Намёт на щите красный, подложенный серебром.